# احیای اقتصادی

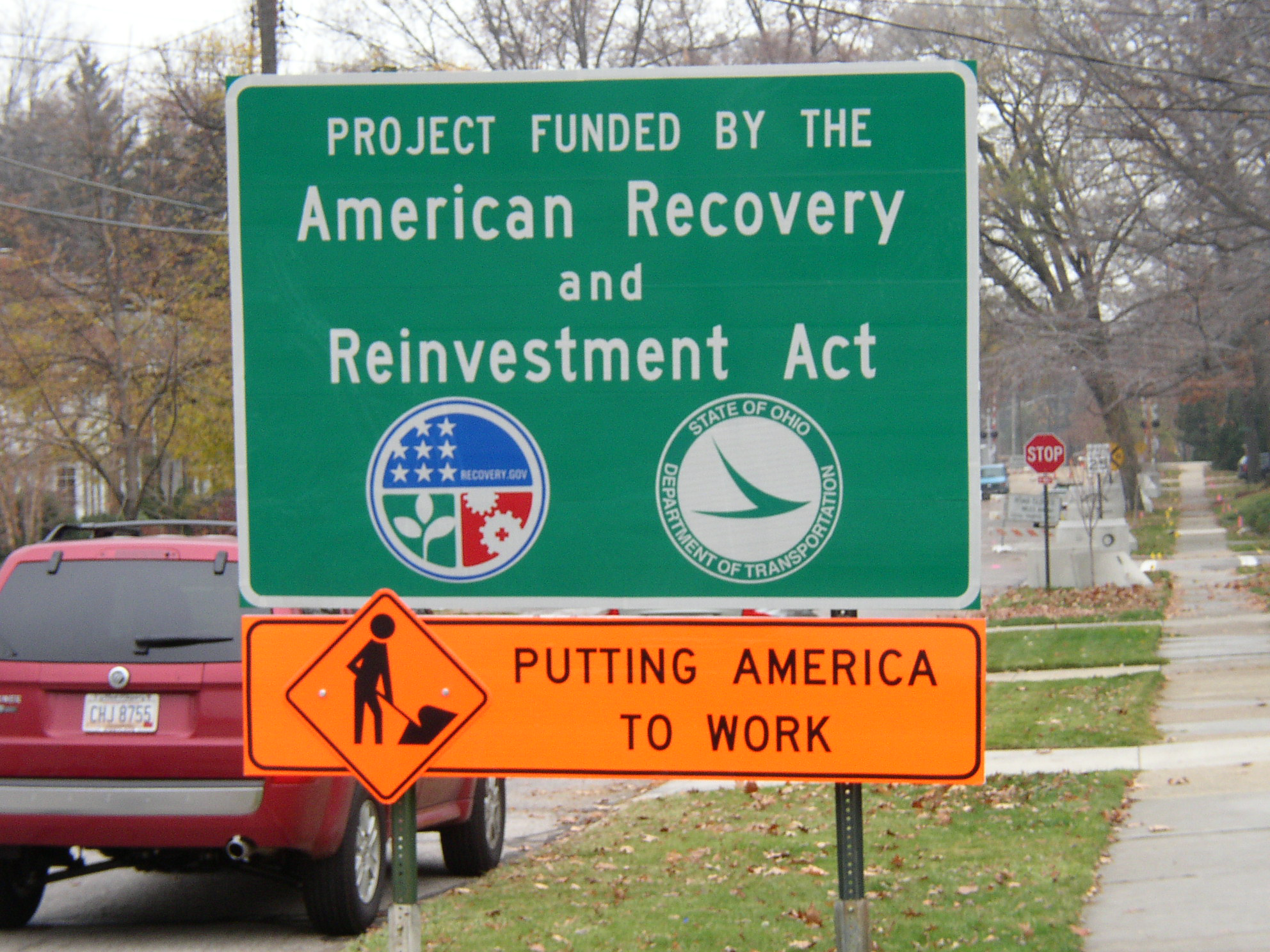
علامت یک پروژه که هزینه آن «توسط قانون بهبود و سرمایه‌گذاری مجدد ۲۰۰۹ آمریکا» پرداخت می‌شود.

احیای اقتصادی (به انگلیسی:economic recovery) مرحله ای از چرخه کسب‌وکار پس از رکود اقتصادی است. چشم‌انداز کلی کسب و کار برای یک صنعت در مرحله احیای اقتصادی خوش‌بینانه به نظر می‌رسد.
در طول دوره احیا، اقتصاد یک فرایند سازگاری اقتصادی و تغییر به شرایط جدیدی از جمله دلایلی که در وهله اول باعث ایجاد رکود شده‌است را طی می‌کند. این تغییرات را همچنین می‌توان در تغییر در سیاست‌ها و مقررات جدیدی که توسط دولت‌ها و بانک‌های مرکزی در واکنش به پایان یک رکود انجام می‌شود را دید.
در این دوره کارگران جابه‌جاشده شغل جدیدی پیدا می‌کنند و شرکت‌های در حال برشکستگی توسط دیگران خریداری یا منحل می‌شوند و نیروی کار، کالاهای سرمایه‌ای و سایر منابع اقتصادی که در کسب‌وکارهایی قبلی شکست خورده‌اند و پس از رکود اقتصادی از بین رفته بودند، دوباره در صنایع جدیدی به کار گرفته می‌شوند. احیای اقتصادی فرآیندی است که طی آن اقتصاد خود را از آسیب‌هایی که متحمل شده‌است التیام می‌بخشد و راه را برای رشد آینده هموار می‌کند.
«اصطلاحاتی مانند «احیا»، «ترمیم» و «بازسازی» ممکن است نشان دهنده بازگشت به وضعیت قبل از تنش‌های اقتصادی باشد. با این حال، معمولاً آسیب‌شناسی‌های توسعه‌ای مانند نابرابری شدید، فقر، فساد، محرومیت، زوال نهادی، طراحی ضعیف سیاست‌گذاری و سوء مدیریت اقتصادی در وهله اول به درگیری‌های مسلحانه کمک می‌کنند و در طول درگیری تشدید می‌شوند. بر این اساس، بهبود اقتصادی پس از جنگ اغلب مربوط به احیای ترتیبات اقتصادی یا نهادی قبل از جنگ نیست. بلکه در مورد ایجاد یک نظام جدید اقتصاد سیاسی است. احیای اقتصادی به سادگی یک نوع «بازساختن ساده» تعریف نمی‌شود، بلکه یک بازسازی متفاوت و بهتر است. به این ترتیب، بهبود اقتصادی. . . اساساً دگرگون‌کننده است و به ترکیبی از اصلاحات اقتصادی، نهادی، حقوقی و سیاستی گسترده نیاز دارد که به کشورهای جنگ‌زده اجازه می‌دهد تا پایه‌های توسعه خودپایه را دوباره ایجاد کنند.»

## شاخص‌ها و نشانگرهای احیای اقتصادی
یکی از شاخص‌های پیشرو شامل شاخص بازار سهام که اغلب قبل از احیای اقتصادی افزایش می‌یابد است. به‌طور کلی بازارهای سهام توسط امیدهای بالقوه انسانی هدایت می‌شوند.
شاخص‌های مهم دیگر نرخ بیکاری و میزان بیکاری (EPR) هستند. این سه شاخص به تنهایی برای ارزیابی احیای اقتصادی کافی نیستند و استفاده از شاخص‌های دیگر نیز ضروری است. تولید ناخالص داخلی، روحیه مصرف‌کنندگان و تورم دو عامل اقتصادی دیگر هستند که باید به خاطر داشت.